# Daniel Grabauskas
Daniel Anthony Grabauskas (sinh ngày 27 tháng 6 năm 1963) là một giám đốc điều hành vận tải và chính phủ Mỹ, là cựu giám đốc điều hành và Giám đốc điều hành của Cơ quan Giao thông vận tải nhanh Honolulu (HART) và cựu tổng giám đốc của Cơ quan Giao thông vận tải Vịnh Massachusetts (MBTA).

## Tuổi thơ và giáo dục
Grabauskas được sinh ra ở Worcester, Massachusetts. Ông là con cả trong bốn người con (chị gái Lisa, Karen và anh trai David). Cha của ông, Drasutis Antanas "Tony" Grabauskas, là người gốc Litva di cư sang Hoa Kỳ cùng cha mẹ năm 1949 và qua đời năm 2010. Mẹ ông, Patricia (Sheehan) Grabauskas-Caruso, là người gốc Milbury, Massachusetts. Grabauskas lớn lên ở thị trấn Sutton và Auburn thuộc miền Trung Massachusetts. Ông học Trường Trung học St. John's, nhận bằng cử nhân của College of the Holy Cross và bằng MBA của Trường Quản lý Johnson của Đại học Cornell.